# Ida Kohlmeyer
Ida Rittenberg Kohlmeyer (* 3. November 1912 in New Orleans; † 29. Januar 1997 ebenda) war eine US-amerikanische Malerin und Bildhauerin aus Louisiana.
Ihre Eltern Joseph und Rebecca Rittenberg waren polnisch-jüdische Immigranten, die als Pfandleiher in New Orleans tätig waren. Ida studierte Englische Literatur an der Tulane University (B.A. 1933) und begeisterte sich für lateinamerikanische Kunst. 1934 heiratete sie Hugh Kohlmeyer. 1947 besuchte sie die John McCrady Art School. Ab 1947 und nahm Unterricht am Newcomb College bei  Pat Trevigno und in Massachusetts bei Hans Hofmann. 1959 hatte sie ihre erste Einzelausstellung in der Ruth White Gallery in New York.
Ab 1973 lehrte sie als Associate Professor of art an der University of New Orleans.
Werke von Kohlmeyer finden sich unter anderem im National Museum of Women in the Arts, im Smithsonian American Art Museum und im New Orleans Museum of Art. Sie zeigen den Einfluss von Mark Rothko und des abstrakten Expressionismus.